# Kwango (Fluss)
Der Kwango (Cuango/Kuango, auch Nzadi, Zaire oder Zesere, auf Deutsch auch Kuango) ist ein 1.100 km langer linker Nebenfluss des Kasai in Angola und der Demokratischen Republik Kongo, Afrika.

## Verlauf
Er entspringt im Hochland von Zentralangola im Mittelteil der Lundaschwelle. Von seiner Quelle fließt der Kwango überwiegend in Richtung Norden. Er bildet teils die Grenze der eingangs genannten Staaten, fällt dort über den Wasserfall Chutes Tembo, erreicht endgültig die DR Kongo und mündet unterhalb von Bandundu in den Kasai.
Der wichtigste Nebenfluss ist der Wamba. Bei Bandundu vereint er sich mit dem Dschuma (oder Kwilu), um 10 km weiter in den Kasai zu fließen.
Im Einzugsgebiet des Kwango leben Yaka, Suku, Mbala, und Pende.

## Definition
Ob der Kwango in den Kwilu mündet oder umgekehrt ist in unterschiedlichen Quellen verschieden angegeben. Allerdings wird in der Mehrzahl der Quellen der Kwango als Hauptfluss angesehen.

## Erforschung
Das Quellgebiet des Kwango erforschten Capello und Ivens 1877, seinen Oberlauf bis Kingunschi Mechow 1880 und seinen Unterlauf Grenfell 1886.
Alexander von Mechows Ziel war es, eine Dampfer-Verbindung von Angola zum Kongo zu erschließen. Als erstem Europäer gelang es ihm, in Kontakt mit dem König des im 17. Jahrhundert gegründeten Reichs der Yaka, Mputu Kasongo, zu treten, der damals die Handelsverbindungen zwischen dem Atlantik und den östlich des Kwango gelegenen Stammesgebieten kontrollierte. Den Kongo erreichte er jedoch nicht.